# Asanada socotrana
Asanada socotrana är en mångfotingart som beskrevs av Pocock 1899. Asanada socotrana ingår i släktet Asanada och familjen Scolopendridae. Inga underarter finns listade i Catalogue of Life.